# Остерија ил Лепре (Виченца)
Остерија ил Лепре је насеље у Италији у округу Виченца, региону Венето.
Према процени из 2011. у насељу је живело 6 становника. Насеље се налази на надморској висини од 1193 м.